# Suzanápolis
Suzanápolis es un municipio brasileño del estado de São Paulo. Se localiza en la mesorregión de Araçatuba y microrregión de Andradina. Se localiza, a una latitud 20°30'05" sur y a una longitud 51°01'29" oeste, estando a una altitud de 350 metros. Su población estimada, en 2006, era de 2.903 habitantes. En enero de 2007 contaba con 2.533 electores.

## Geografía

### Clima
El clima de Suzanápolis puede ser clasificado como clima tropical de sabana (Aw), de acuerdo con la clasificación climática de Köppen.

### Hidrografía
- Río São José

### Carreteras
- SP-595
- SP-310

## Administración
- Prefecto: Antônio Alcino Vidoti (2009/2012)
- Viceprefecto: Valter Crusca
- Presidente de la cámara: Osmar Mendanha Días (2011/2012)

## Religión
El Cristianismo está presente en la ciudad de la siguiente manera:

### Iglesia Católica
La iglesia católica del municipio forma parte de la Diócesis de Jales.

### Iglesia Protestante
En la ciudad están presentes las más diversas creencias evangélicas, principalmente pentecostales, incluidas las Asambleas de Dios de Brasil (la iglesia evangélica más grande del país), Congregación Cristiana, entre otras. Estas denominaciones están creciendo cada vez más en todo Brasil.